# Карниск
Карниск (греч. Καρνεῖσκος) — эпикурейский философ, учился лично у Эпикура. Предположительно, он жил ок. 300 г. до н. э. и стал известен как автор очерка о дружбе, фрагменты которого были найдены среди обугленных останков на Вилле папирусов в Геркулануме. Эссе озаглавлено «Филистимляне» и представляет собой труд, в котором говорится о сложностях в ситуации со смертью друга. Подругой Карниска была некая Филистас (или Филистия), и она представлена как образцовый эпикуреец, но ничего больше мы о ней не знаем. Сохранившиеся фрагменты содержат полемику, направленную против Праксифана, в которой Карниск противопоставляет эпикурейский взгляд на дружбу и удовольствие перипатетической точке зрения, изложенной Праксифаном.